# کوه ساراماتی
کوه ساراماتی (به لاتین: Mount Saramati) یک کوه در میانمار است که در Burma–India border واقع شده‌است. کوه ساراماتی ۳٬۸۴۱ متر بالاتر از سطح دریا واقع شده‌است.